# Pleurothallis depressa
Pleurothallis depressa är en orkidéart som beskrevs av Carlyle August Luer och Rodrigo Escobar. Pleurothallis depressa ingår i släktet Pleurothallis och familjen orkidéer. Inga underarter finns listade i Catalogue of Life.